# Trichomorpha crucicola
Trichomorpha crucicola är en mångfotingart som beskrevs av Hoffman 1979. Trichomorpha crucicola ingår i släktet Trichomorpha och familjen Chelodesmidae. Inga underarter finns listade i Catalogue of Life.